# 134信号場
134信号場（134しんごうじょう／正式には134km信号場）は、かつて台湾苗栗県造橋郷台13甲線脇にあった台湾鉄路管理局台中線の廃止された信号場である。基隆駅を起点として134kmの地点に作られたことから名付けられた。

## 信号場構造
- 元々の本線の西側に交換線が設置された。軌道はおよそ新線の東本線の位置であった。
- 本信号場の北と南は単線であった。

## 利用状況
- 廃止されている。

## 信号場周辺
- 穿月生態園区
  - 造橋トンネル（既にトンネルは廃止されている、又の名は見返阪、穿月トンネル）
- 香格里拉楽園
- 豊富トンネル

## 歴史
- 1976年8月30日 - 元の台中線は単線だった。列車交換用に本信号場が設置された。
- 1991年11月15日 - 1006次自強号のATSが故障して暴走し、1次莒光号列車の側面に衝突し、死者30人、百人を超える怪我人を出す大事故が起きた。この事故を契機として造橋～豊富間の改良新線化が決定し、新線及び新造橋トンネル（後に豊富トンネルと命名）が開通後、本信号場と造橋トンネルの双方が廃止された。
- 1994年7月 - 竹南～造橋間が複線化された。
- 1994年10月 - 豊富～苗栗間が複線化された。
- 1996年6月13日 - 造橋～豊富間が複線化され、廃止された。

## 隣の駅
台湾鉄路管理局
台中線（旧線） 
造橋駅 -  134信号場 - 豊富駅